# Sattajärvi (Jukkasjärvi socken, Lappland, 750033-173866)
Sattajärvi är en sjö i Kiruna kommun i Lappland och ingår i Kalixälvens huvudavrinningsområde. Sjön är 2,1 meter djup, har en yta på 1,25 kvadratkilometer och befinner sig 357 meter över havet.

## Delavrinningsområde
Sattajärvi ingår i det delavrinningsområde (750106-173786) som SMHI kallar för Utloppet av Sattajärvi. Medelhöjden är 364 meter över havet och ytan är 5,17 kvadratkilometer. Det finns inga avrinningsområden uppströms utan avrinningsområdet är högsta punkten. Vattendraget som avvattnar avrinningsområdet har biflödesordning 3, vilket innebär att vattnet flödar genom totalt 3 vattendrag innan det når havet efter 264 kilometer. Avrinningsområdet består mestadels av skog (55 procent) och sankmarker (18 procent). Avrinningsområdet har 1,39 kvadratkilometer vattenytor vilket ger det en sjöprocent på 26,9 procent.